# Wild Honey (film fra 1918)
Wild Honey er en amerikansk stumfilm fra 1918 af Francis J. Grandon.

## Medvirkende
- Doris Kenyon – Holbrook
- Frank R. Mills – Reverend Jim Brown
- Edgar Jones – Dick Jones
- John Hopkins – Joe Stacey
- Joseph P. Mack – Jim Belcher
- Howard Kyle – Doc Bliss
- H. J. Hebert – Ed Southern
- Herbert Standing – Reverend David Warwick
- Nellie King – Minnie Lou
- Vinnie Burns – Trixianita
- Ruth Taylor – Gold Hill Ida
- Mildred Leary – Letty Noon